# Vena acromiotorácica
La vena acromiotorácica (TA: vena thoracoacromialis) es una vena que sigue a la arteria del mismo nombre. Desemboca en la vena axilar, a veces por medio de un tronco común con la vena cefálica. Recibe como afluentes a la vena deltoidea y la pectoral. Tiene un diámetro promedio de 6 a 8 mm con una longitud de 1 a 2 cm.

## Ramas
Recibe las siguientes ramas:
- Rama interna o torácica, entre los músculos pectorales.
- Rama externa o acromial.